# قلي (عامل)

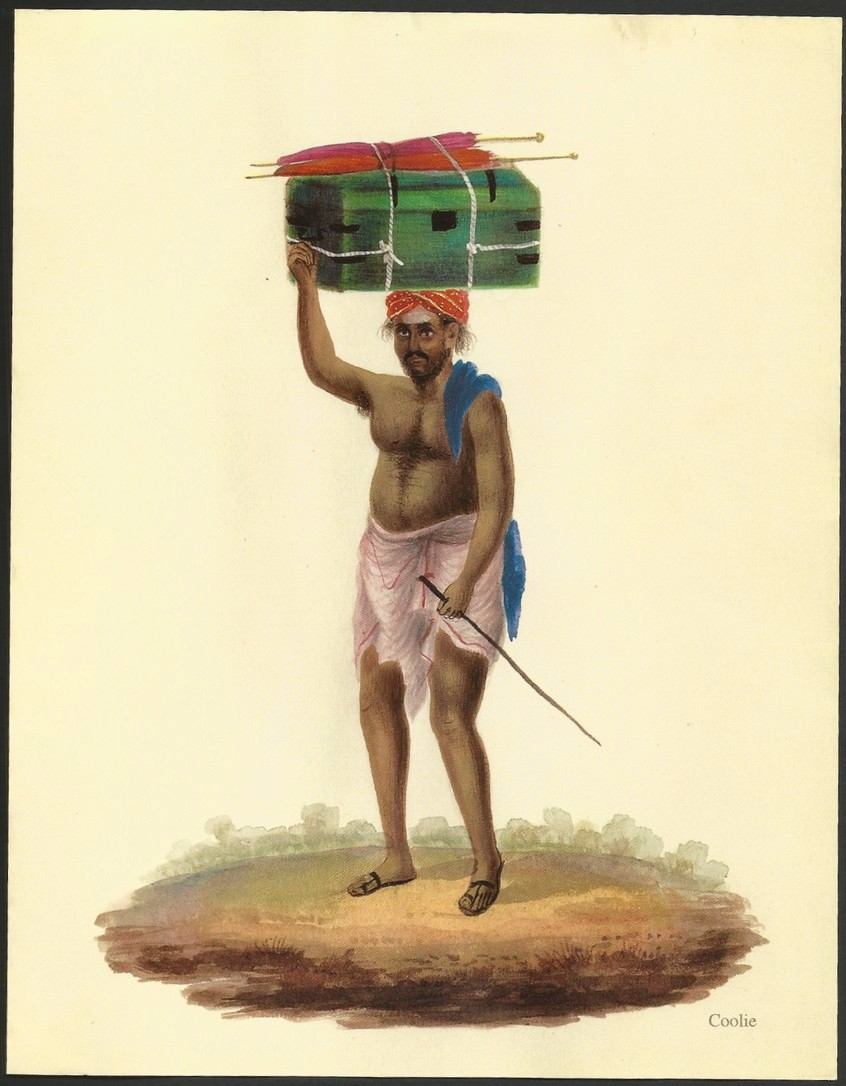
صورة لقلي في القرن 19

القُلي (بالأردو قلی لغة العامل وبالتركية قلي العبد وأصلها قول بمعنى الأسير) في الاصطلاح هو الحمال الذي يحمل أمتعة الناس في محطات السفر.